# SN 2006el
SN 2006el – supernowa typu IIb odkryta 4 września 2006 roku w galaktyce UGC 12188. Jej maksymalna jasność wynosiła 17,61m.